# حقل نوا للغاز الطبيعي

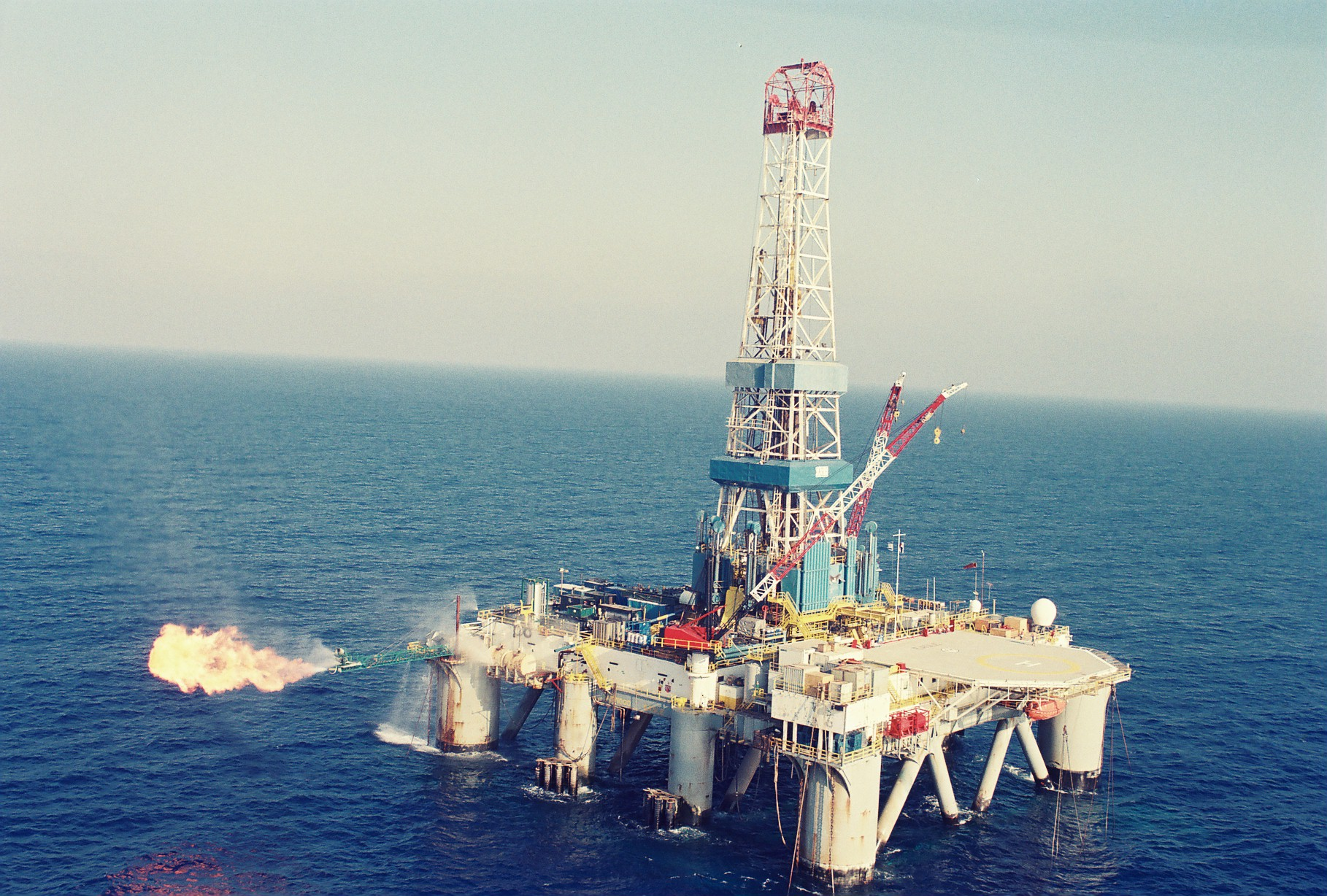
حقل نوا للغاز الطبيعي قبالة ساحل عسقلان.

حقل نوا للغاز، هو حقل غاز طبيعي في إسرائيل يقع على بعد 36 كم من شاطئ قطاع غزة، في عمق مياه 700-760 متر. اكتشف عام 1999 ويصل الإنتاج المتوقع للحقل بعد تطويره 3 تريليون قدم مكعب من الغاز.

## التاريخ
يعتبر حقل نوا من أولى اكتشافات الغاز في إسرائيل، حيث اكتشفته نوبل إنرجي عام 1999 على ساحل إسدود واعتبر صغيراً جداً من ناحية التطوير التجاري.
في مارس 2013، حسب مصادر إسرائيلية أن هناك مفاوضات سرية تدور مع الشركة البريطانية بريتش گاز منذ عدة أشهر، بهدف تطوير حقل حقل نوا البحري، وكانت إسرائيل قد أعدت خطة سلمتها للرئيس الفلسطيني محمود عباس بهدف تطوير واستغلال حقل غزة للغا البحري للغاز في أعقاب انقطاع الغاز المصري على اثر الثورة المصرية 2011، وهدفت إسرائيل من الخطة تطوير حقل نوا الذي يمتد لأعماق حدود قطاع غزة البحرية، وبدون أسباب واضحة بدأت إسرائيل تطور الحقل وتستغله دون موافقة رسمية من السلطة الفلسطينية.

## الإنتاج والتشغيل
الحقل مملوك لنوبل إنرجي. بدأ إنتاج الحقل في 24 يونيو 2012.

## القصف الصاروخي 2014
في 20 أغسطس 2014 وأثناء الحرب على غزة، أعلنت كتائب القسام أنها قصفت حقل نوا في عرض البحر قبالة سواحل غزة. وأعلنت الكتائب على موقعها الإلكتروني أنها استهدفت بصاروخين من طراز قسام المحطة الإسرائيلية وقالت إن هذا الهجوم لأول مرة تجري فيها مهاجمة أهداف في عرض البحر.